# Национална палата (Мексико)
Национална палата (шп. Palacio Nacional) седиште је савезне извршне власти у Мексику. Од 2018. служи и као званична резиденција председника Мексика. Налази се на главном тргу Мексико Ситија, Плази де ла конститусион (Зокало). Ово место је седиште владајуће класе у Мексику још од Азтечког царства, а већи део грађевинског материјала садашње палате потиче из првобитнe којa је припадаla Монтезуми II у 16. веку.